# Giles Chichester
Giles Chichester (født 29. juli 1946) er siden 1999 britisk medlem af Europa-Parlamentet, valgt for Konservative Parti (UK) (indgår i parlamentsgruppen ECR).